# Daniel Eric Gold
Daniel Eric Gold est un acteur américain né le 19 septembre 1975 à Los Angeles en Californie.

## Filmographie

### Cinéma
- 2005 : La Guerre des mondes (War of the Worlds) de Steven Spielberg : un conspirationniste
- 2007 : Apparence trompeuse (Spinning into Butter) de Mark Brokaw (en) : Nathan
- 2007 : La Guerre selon Charlie Wilson (Charlie Wilson's War) de Mike Nichols : Donnelly
- 2008 : Un jour, peut-être (Definitely, Maybe) d'Adam Brooks : Charlie
- 2008 : Birds of America de Craig Lucas (en) : Gary
- 2009 : Hôtel Woodstock d'Ang Lee : Joel Rosenman
- 2010 : Harvest d'Athina Rachel Tsangari : Seth Winters
- 2010 : Last Night de Massy Tadjedin : Andy
- 2011 : Butterfly Café de Marc Erlbaum : Todd
- 2012 : Hello I Must Be Going (en) de Todd Louiso : Noah
- 2015 : Hacker de Michael Mann : Sye

### Télévision
- 2005 : New York, cour de justice : Nick (1 épisode)
- 2005-2010 : New York, police judiciaire : Alex Conway et David Glass (2 épisodes)
- 2009-2010 : Ugly Betty : Matt Hartley (20 épisodes)
- 2012 : Girls : l'ex-petit-ami de Jessa (1 épisode)
- 2012 : Trois oncles et une fée : Alex Nagle
- 2013 : Blue Bloods : Grady (1 épisode)
- 2015-2016 : Good Girls Revolt : Sam Rosenberg (9 épisodes)